# Muhammad ibn al-Hayy
Muhammad ibn al-Hayy (... – Saragozza, 1115) è stato un governatore almoravide di Valencia e poi di Saragozza dal 1110 al 1115.

## Biografia
A partire dal 1102, data della caduta in mani almoravidi della Valencia di El Cid, Mohamed ibn al-Hayy era a capo del governo valenziano e gli venne sollecitato un intervento nell'appena occupata Saragozza, dove giunse nel 1110 per assumerne il governo in qualità di emiro.
Ibn al-Hayy arrivò a Saragozza il 31 maggio 1110 e presto dovette scontrarsi con Alfonso I il Battagliero, che minacciava Saragozza dal promontorio di "Deus lo vol" (Dio lo vuole), oggi Juslibol, e riuscì a ricacciarlo fino a Ejea dei Cavalieri. Successivamente, Alfonso I, molto occupato negli affari castigliani e nei suoi problemi matrimoniali, allentò la pressione su Saragozza.
Abdelmálik, il re detronizzato, continuò a molestare Ibn al-Hayy dalla sua piccola signoria di Rueda a Jalon, ma le sue azioni non potevano essere molto efficaci.
Ibn al-Hayy era stato un governatore guerriero. Aveva portato a termine un'operazione, con il governatore di Murcia Ibn Aisha, nel territorio di Barcellona, subendo una sconfitta al passo del "Congost de Martorell", che le fonti arabe chiamano "Battaglia del Porto", nel 1114. Morì poco dopo nel 1115.
In campo civile, riorganizzò l'amministrazione e impose l'uso del  dinaro almoravide come moneta ufficiale, e si conquistò la fiducia dei commercianti, molto deteriorata negli ultimi anni di bilancia dei pagamenti deficitaria del governo hudí, che era costretto a pagare grandi tributi in cambio di protezione.